# Pino Minafra
Pino Minafra, all'anagrafe Giuseppe Minafra (Ruvo di Puglia, 21 luglio 1951), è un trombettista e compositore italiano.

## Biografia
Entra nel conservatorio di musica Niccolò Piccinni a Bari e sotto la guida del maestro Nino Rota si avvicina alla tromba. Formatosi specialmente nel campo del jazz e dell'improvvisazione nel 1977 fonda il gruppo "Praxis" e in seguito partecipa a vari festival europei a Belgrado, Patrasso, Marsiglia, Berlino, Wuppertal, Roma e Cagliari con l'Italian Instabile Orchestra e molti altri gruppi musicali come "Pino Minafra Quintet", "Sud Ensemble", "Meridiana Multijazz Orchestra", "Canto general" e "La Banda". Minafra riscuote successo e apprezzamento prima in Italia e poi nel resto d'Europa ricevendo numerosi premi e riconoscimenti.
Suona con molti jazzisti italiani famosi come Gianluigi Trovesi, Bruno Tommaso, Giorgio Gaslini, Guido Mazzon, Gianni Gebbia, Mario Schiano, Enrico Rava, Daniele Cavallanti, Tiziano Tononi, Paolino Dalla Porta, Giancarlo Schiaffini, Antonello Salis, Sandro Satta, Franco D'Andrea, Paolo Damiani, Carlo Actis Dato, Eugenio Colombo, Michele Lomuto, Lucilla Galeazzi, Stefano Maltese, Roberto Ottaviano, e numerosi artisti internazionali come Ernst Reijseger, Yves Robert, Michel Godard, Carlo Rizzo, Maggie Nichols, Paul Lovens, Radu Malfatti, Keith Tippett, Paul Rutherford, Louis Moholo, Cecil Taylor.
Profondamente legato a Ruvo e al suo Meridione il suo jazz ne risente profondamente specialmente con i suoi album "Colori" (1986), "Sudori" (1995) e "Terronia" (2005) con il quale vince il premio "Top jazz 2005". Inoltre dà vita, sempre a Ruvo di Puglia al Talos Festival Jazz mentre a Noci in collaborazione con il poeta Vittorino Curci dirige l'Europa Jazz Festival.
Affascinato dalla musica per banda nonché dalle marce funebri del suo paese natio, collabora con bande di Conversano, Milano, Bologna e Roma oltre che con la Banda di Ruvo di Puglia con la quale produce prima l'album "Passione e Morte - La musiche della Settimana Santa a Ruvo di Puglia" (1994) e "La Banda - Musica sacra della Settimana Santa" (2011).
Attualmente è insegnante al Conservatorio di musica di Bari. Il pianista jazz Livio Minafra è suo figlio.

## Discografia

### Da solista
- 1986 – Colori (Splasc(h) Records) a nome Pino Minafra Quintet
- 1991 – Concert for Ibla (Splasc(h) Records) a nome Pino Minafra & The December Thirty Jazz Trio
- 1995 – Sudori (Victo Records) a nome Pino Minafra Sud Ensemble
- 2001 – Canto libero (Victo Records)
- 2005 – Terronia (Enja Records)
- 2011 – La banda: musica sacra della Settimana Santa (Enja Records)
- 2015 – MinAfrìc (Puglia Sounds) a nome MinAfrìc Orchestra

### Con Praxis
- 1983 – Cenerentola (Letichetta)

### Con Misha Mengelberg, Michele Lomuto, Han Bennink and Symphonic Orchestra
- 1987 – Tropic of the Mounted Sea Chicken (Splasc(h) Records)

### Con Eugenio Colombo, Martin Joseph, Anna Maria Loliva e Vittorino Curci
- 1988 – Notizie del sole vero (Splasc(h) Records)

### Con Eugenio Colombo
- 1988 – Sorgente sonora (Jazz Europe Network)

### Con Carlo Actis Dato, Piero Ponzo, Maggie Nicols, Margherita Porfido, Enrico Fazio, Fiorenzo Sordini e Vittorino Curci
- 1989 – L'invenzione del verso sfuso (Splasc(h) Records)

### Con Carlo Actis Dato, Bruno Tommaso, Vincenzo Mazzone e Vittorino Curci
- 1990 – Pino Minafra et...quella sporca 1/2 dozzina (Splasc(h) Records)

### Con Gianluigi Trovesi
- 1992 – From G to G (Soul Note) a nome Gianluigi Trovesi Octet
- 1996 – Les Hommes Armés (Soul Note) a nome Gianluigi Trovesi Octet

### Con l'Italian Instabile Orchestra
- 1992 – Live in Noci and Rive De Gier (Leo Records)
- 1995 – Skies of Europe (ECM Records)
- 1997 – European Concerts '94-'97 (Nel Jazz)
- 1998 – Italian Instabile Festival (Leo Records)
- 2000 – Litania sibilante (Enja Records)
- 2002 – Previsioni del tempo: Forecast (Imprint Records)
- 2003 – The Owner of the River Bank (Enja Records)  con Cecil Taylor
- 2007 – London Hymns (Live at London Jazz Festival) (Imprint Records)
- 2008 – Creative Orchestra (Bolzano) 2007 (Rai Trade) con Anthony Braxton
- 2010 – Totally Gone (Rai Trade)